# Aphanes australis
Aphanes australis é uma espécie de planta com flor pertencente à família Rosaceae.
A autoridade científica da espécie é Rydb., tendo sido publicada em North American Flora 22(4): 380. 1908.

## Portugal
Trata-se de uma espécie presente no território português, nomeadamente em Portugal Continental e no Arquipélago da Madeira.
Em termos de naturalidade é nativa das duas regiões atrás indicadas.

## Protecção
Não se encontra protegida por legislação portuguesa ou da Comunidade Europeia.